# Manuel Correa (escultor)

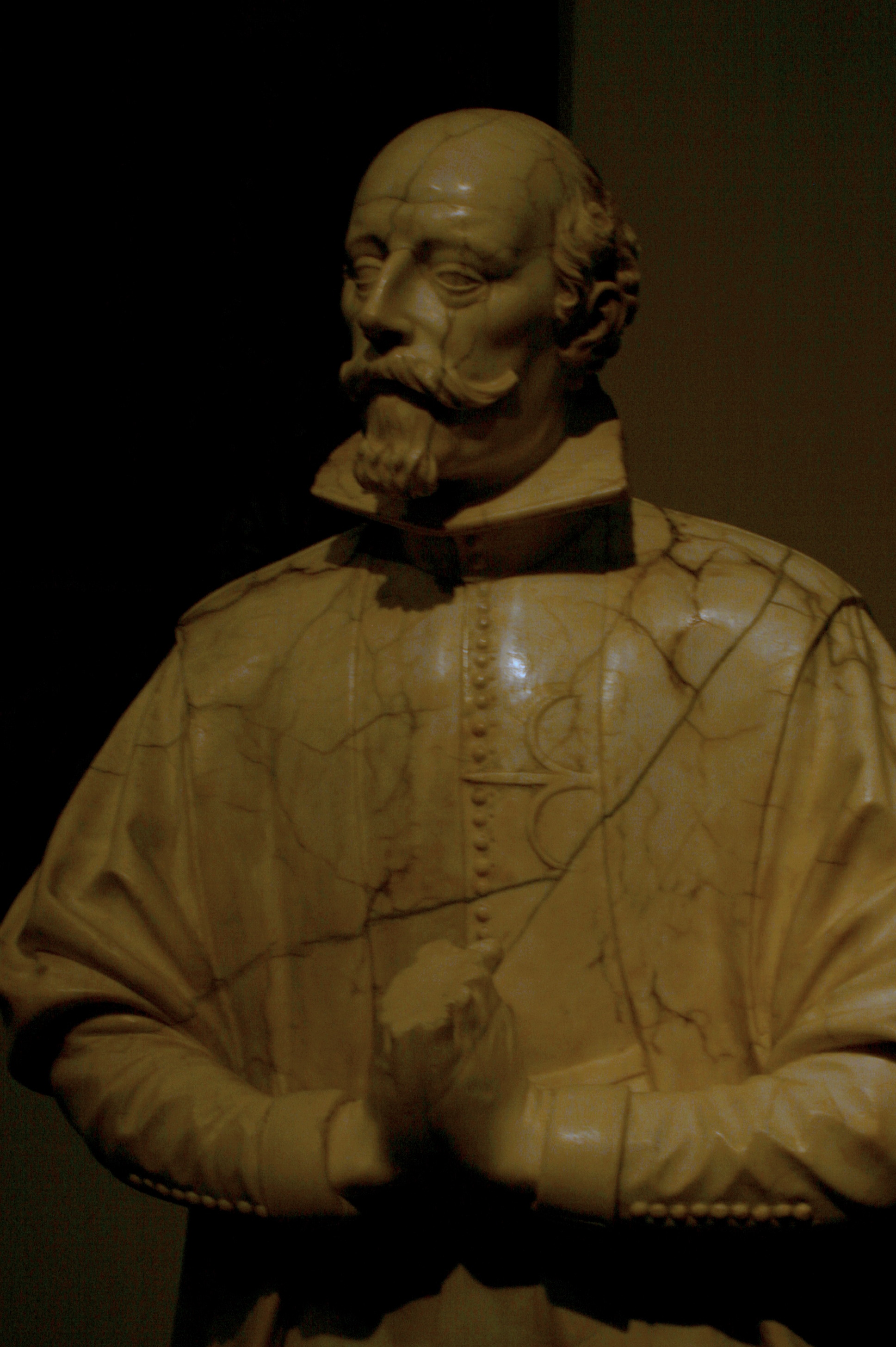
Estatua orante de don Juan de Solorzano Pereira, alabastro, Madrid, Museo Arqueológico Nacional.

Manuel Correa (Oporto, c. 1600-Madrid, 1667) fue un escultor español de origen portugués, discípulo y colaborador de Manuel Pereira.
Se documenta a Manuel Correa en Madrid al menos desde 1644, cuando testificó ante el Santo Oficio en el proceso abierto contra el escultor navarro José Martínez, diciéndose natural de Oporto y de edad de 44 años, avecindado en Madrid en la calle de Huertas. En 1649 contrató en unión de los pintores Antonio Ponce y Francisco de Aguirre las decoraciones de las gradas de la iglesia de San Felipe con ocasión de la entrada en Madrid de Mariana de Austria. 
En 1655, Fernando Antonio de Solórzano, hijo de Juan de Solórzano Pereira y siguiendo sus disposiciones testamentarias, contrató con Manuel Correa la ejecución de tres estatuas, las de sus padres y la del obispo de Bogotá, Bernardino de Almansa, con destino al monumento funerario. En 1662 Correa había completado una de ellas y reclamó el pago. Antonio Ponz llegó a ver las esculturas de los esposos en el lado de la epístola de la iglesia del convento del Caballero de Gracia. Se conserva únicamente, algo dañada, la del autor de la Política Indiana, guardada en el Museo Arqueológico Nacional en depósito del Museo del Prado, tras haber ingresado en el de la Trinidad. Se trata de una estatua orante en alabastro blanco veteado de gris oscuro de gran calidad.
A su nombre se documentan también las esculturas de los santos titulares de la iglesia de los Santos Justo y Pastor de Toledo (1653) y seis de las esculturas del retablo de Torrejón de Velasco, que le traspasó Pereira en 1662, además del Cristo de las Victorias colocado en el altar de la iglesia de la Asunción de Parla en 1665, obras todas ellas perdidas.
Se consideran como suyas dos esculturas del retablo de la Capilla de San José, en la iglesia parroquial de Aldeavieja (Ávila), que representan a San Luis Rey de Francia y a Santo Domingo.
Falleció en Madrid el 14 de abril de 1667; dos días antes había otorgado poder para testar dejando por testamentarios a su mujer, Francisca de Peñalosa y al arquitecto Sebastián de Benavente.